# Leptocera limbinervis
Leptocera limbinervis är en tvåvingeart som först beskrevs av Oswald Duda 1925.  Leptocera limbinervis ingår i släktet Leptocera och familjen hoppflugor. Inga underarter finns listade i Catalogue of Life.